# Романа Малачова
Романа Малачова (чеш. Romana Maláčová, Брно , 15. мај 1987) је чешка атлетичарка која се спацијализовалаза скок мотком.  
Чланиц је атлетских клубова USK Прага и KS AZS AWF из Вроцлава.
Први значајније такмичење у сениорској конкуренцији било је Светско првенство у Берлину 2009. где није успела ући у финале. Учествовала је на два светска првенства 2017. на отвореном и 2016. у дворани. Поред светских учествовала је на 4 европска првенства на отвореном и 3 у дворани. 3 пута на европским првенствима једниом светском првенсту у дворани и последњим олимпијским играма у Бразилу.

## Значајнији резултати
| Год.        | Такмичење                        | Место                        | Плас.       | Рез. (м)    | Бел.        |             |
| Чешка       | Чешка                            | Чешка                        | Чешка       | Чешка       | Чешка       | Чешка       |
| Скок мотком | Скок мотком                      | Скок мотком                  | Скок мотком | Скок мотком | Скок мотком | Скок мотком |
| ----------- | -------------------------------- | ---------------------------- | ----------- | ----------- | ----------- | ----------- |
| 2006        | Светско јуниорско првенство У-20 | Пекинг, Кина                 | 17.         | 3,80        |             |             |
| 2007        | Европско првенство У-23          | Дебрецин, Мађарска           | 12.         | 4,00        | [ 2 ]       |             |
| 2009        | Европско првенство У-23          | Каунас, Литванија            | 11.         | 4,05        |             |             |
| 2009        | Светско првенство                | Берлин, Немачка              | 30.         | 4,10        |             |             |
| 2010        | Европско првенство               | Барселона, Шпанија           | 16.         | 4,25        |             |             |
| 2011        | Универзијада                     | Шенџен, Кина                 | 10.         | 4,25        |             |             |
| 2012        | Европско првенство               | Хелсинки, Финска             | 18.         | 4,25        |             |             |
| 2013        | Европско првенство у дворани     | Гетеборг, Шведска            | 10.         | 4,36        |             |             |
| 2013        | Универзијада                     | Казањ, Русија                | 4.          | 4,30        |             |             |
| 2014        | Европско првенство               | Цирих, Швајцарска            | 17.         | 4,25        |             |             |
| 2015        | Европско првенство у дворани     | Праг, Чехословачка           | 16.         | 4,30        |             |             |
| 2015        | Универзијада                     | Квангџу, Јужна Кореја        | 6.          | 4,25        |             |             |
| 2016        | Светско првенство                | Портланд. САД                | 8.          | 4,50        |             |             |
| 2016        | Европско првенство               | Амстердам, Холандија         | БП          | -           |             |             |
| 2016        | Олимпијске игре                  | Рио де Жанеиро, Бразил       | 24.         | 4,30        |             |             |
| 2017        | Европско првенство у дворани     | Београд, Србија              | 13.         | 4,40        |             |             |
| 2017        | Светско првенство                | Лондон, Уједињено Краљевство | 18.         | 4,35        |             |             |

## Лични рекорди
| Дисциплина  | Дисциплина   | Резултат | Место         | Датум             |
| ----------- | ------------ | -------- | ------------- | ----------------- |
| Скок мотком | на отвореном | 4,61     | Праг          | 20. јун 2017.     |
| Скок мотком | у дворани    | 4,62     | Клермон-Феран | 21. фебруар 2016. |